# MSP Groza
La MSP Groza (tormenta eléctrica, en ruso) es una pistola de dos cañones tipo Derringer, diseñada en 1972 en la Unión Soviética.

## Descripción
Esta pistola dispara el cartucho silencioso 7,62 x 38 SP-3, que es cargado mediante un peine de dos cartuchos. Fue diseñada a pedido de las unidades Spetsnaz y la KGB como un arma silenciosa. Ya no está en producción, siendo superada por diseños más modernos.

## Historial de combate
La MSP Groza fue empleada en Afganistán y América Central durante la Guerra Fría. Se cree que una MSP Groza suministrada por el FMLN fue el arma empleada para asesinar a Enrique Bermúdez Varela, líder de los Contras.